# یواس‌اس پی‌سی-۱۲۶۱
یواس‌اس پی‌سی-۱۲۶۱ (به انگلیسی: USS PC-1261) یک ناو ضدزیردریایی بود که طول آن ۱۷۳ فوت ۸ اینچ (۵۲٫۹۳ متر) بود. این ضدزیردریایی در سال ۱۹۴۳ ساخته شد.